# He Fell in the Park
He Fell in the Park è un cortometraggio muto del 1915 diretto e interpretato da Eddie Lyons. Tra gli altri interpreti, Lee Moran e Victoria Forde. Sceneggiato da Al E. Christie, il film fu prodotto dalla Nestor e distribuito dall'Universal Film Manufacturing Company.

## Produzione
Il film fu prodotto dalla Nestor Film Company di David Horsley.

## Distribuzione
Distribuito dall'Universal Film Manufacturing Company, il film - un cortometraggio di 150 metri - uscì nelle sale cinematografiche statunitensi l'11 maggio 1915. La Transatlantic (The Trans-Atlantic Film Co. Ltd.) lo distribuì il 4 novembre 1915 nel Regno Unito.
Nelle proiezioni, veniva programmato con il sistema dello split reel, accorpato in un'unica bobina con un altro cortometraggio della Nestor, il documentario Seeing India.